# Campeonato Mundial de Natação em Piscina Curta de 2010 - 100 m borboleta masculino
A prova dos 100 metros nado borboleta masculino do Campeonato Mundial de Natação em Piscina Curta de 2010 foi disputado entre 15 e 16 de dezembro em Dubai nos Emirados Árabes Unidos.

## Recordes
Antes desta competição, os recordes mundiais e do campeonato nesta prova eram os seguintes:
|    | Nome               | Nacionalidade | Tempo (segundo) | Local      | Data                   |
| -- | ------------------ | ------------- | --------------- | ---------- | ---------------------- |
| WR | Evgeny Korotyshkin | Rússia        | 48.48           | Berlim     | 15 de novembro de 2009 |
| CR | Peter Mankoc       | Eslovênia     | 50.04           | Manchester | 10 de abril de 2008    |

## Medalhistas
| Ouro                      | Prata                 | Bronze             |
| Yevgeny Korotyshkin (RUS) | Albert Subirats (VEN) | Kaio Almeida (BRA) |

## Resultados

### Eliminatórias
As eliminatórias ocorreram dia 15 de dezembro. Dezesseis atletas num total de 92 se classificaram  para a semifinal. 
| Colocação | Bateria | Raia | Nome                                 | Tempo   | Notas |
| --------- | ------- | ---- | ------------------------------------ | ------- | ----- |
| 1         | 10      | 1    | Jason Dunford (KEN)                  | 50.38   | Q     |
| 2         | 9       | 4    | Albert Subirats (VEN)                | 50.63   | Q     |
| 3         | 11      | 2    | Konrad Czerniak (POL)                | 50.70   | Q     |
| 4         | 12      | 5    | Masayuki Kishida (JPN)               | 50.85   | Q     |
| 5         | 12      | 6    | Tyler McGill (USA)                   | 50.91   | Q     |
| 6         | 9       | 6    | Geoff Huegill (AUS)                  | 50.93   | Q     |
| 7         | 12      | 4    | Yevgeny Korotyshkin (RUS)            | 50.95   | Q     |
| 8         | 11      | 4    | Peter Mankoč (SVN)                   | 51.03   | Q     |
| 8         | 11      | 6    | Lars Frölander (SWE)                 | 51.03   | Q     |
| 10        | 10      | 3    | Kaio de Almeida (BRA)                | 51.14   | Q     |
| 11        | 10      | 2    | Nikita Konovalov (RUS)               | 51.16   | Q     |
| 12        | 11      | 5    | Joeri Verlinden (NED)                | 51.17   | Q     |
| 13        | 10      | 6    | Chris Wright (AUS)                   | 51.35   | Q     |
| 13        | 11      | 3    | Ryo Takayasu (JPN)                   | 51.35   | Q     |
| 15        | 11      | 7    | Tim Phillips (USA)                   | 51.45   | Q     |
| 16        | 2       | 1    | László Cseh (HUN)                    | 51.51   |       |
| 17        | 10      | 4    | Ivan Lendjer (SER)                   | 51.54   |       |
| 18        | 12      | 3    | Benjamin Starke (GER)                | 51.55   |       |
| 19        | 1       | 6    | Wu Peng (CHN)                        | 51.62   |       |
| 20        | 10      | 6    | Glauber Silva (BRA)                  | 51.68   |       |
| 21        | 10      | 5    | Steffen Deibler (GER)                | 51.72   |       |
| 21        | 12      | 7    | Mario Todorovic (CRO)                | 51.72   |       |
| 23        | 7       | 6    | Marcin Cieslak (POL)                 | 51.80   |       |
| 24        | 8       | 8    | Fabien Gilot (FRA)                   | 51.87   |       |
| 25        | 12      | 2    | Jan Sefl (CZE)                       | 51.88   |       |
| 26        | 2       | 2    | Chen Weiwu (CHN)                     | 51.94   |       |
| 27        | 7       | 5    | Joe Bartoch (CAN)                    | 52.05   |       |
| 28        | 12      | 1    | Duarte Mourão (POR)                  | 52.23   |       |
| 29        | 9       | 2    | Dinko Jukic (AUT)                    | 52.32   |       |
| 30        | 1       | 5    | Alon Mandel (ISR)                    | 52.34   |       |
| 31        | 12      | 8    | Rustam Khudiyev (KAZ)                | 52.36   |       |
| 32        | 1       | 4    | Clément Lefert (FRA)                 | 52.54   |       |
| 32        | 8       | 7    | Rafael Muñoz Pérez (ESP)             | 52.54   |       |
| 34        | 11      | 1    | Andrejs Duda (LAT)                   | 52.57   |       |
| 35        | 9       | 7    | Dominik Straga (CRO)                 | 52.58   |       |
| 36        | 8       | 3    | Garth Virgil Tune (RSA)              | 52.70   |       |
| 37        | 11      | 8    | Martin Spitzer (AUT)                 | 52.78   |       |
| 38        | 8       | 4    | Paolo Facchinelli (ITA)              | 52.81   |       |
| 39        | 6       | 3    | Velimir Stjepanovic (SRB)            | 53.09   |       |
| 40        | 9       | 1    | Joshua McLeod (TRI)                  | 53.15   |       |
| 41        | 9       | 8    | Octavio Alesi (VEN)                  | 53.16   |       |
| 42        | 7       | 4    | Hsu Chi-Chieh (TPE)                  | 53.29   |       |
| 43        | 8       | 2    | Gustavo Paschetta (ARG)              | 53.32   |       |
| 44        | 9       | 3    | Elvis Burrows (BAH)                  | 53.40   |       |
| 45        | 7       | 1    | Norbert Trudman (SVK)                | 53.51   |       |
| 46        | 7       | 8    | Harawan Hellal (EGY)                 | 53.55   |       |
| 47        | 8       | 6    | Julio Cesar Galofre (COL)            | 53.67   |       |
| 48        | 9       | 5    | Nuno Quintanilha (POR)               | 53.73   |       |
| 49        | 8       | 5    | Michal Navara (SVK)                  | 54.12   |       |
| 50        | 7       | 7    | Aleksey Derlyugov (UZB)              | 54.31   |       |
| 51        | 5       | 5    | Mauricio Fiol (PER)                  | 54.42   |       |
| 52        | 7       | 2    | Alexander Broberg Skeltved (NOR)     | 54.51   |       |
| 53        | 6       | 4    | Grant Beahan (ZIM)                   | 54.53   |       |
| 54        | 6       | 1    | Dávid Verrasztó (HUN)                | 54.61   |       |
| 55        | 6       | 6    | Alexandre Bakhtiarov (CYP)           | 54.63   |       |
| 56        | 6       | 5    | Yousef Alaskari (KUW)                | 54.85   |       |
| 57        | 6       | 8    | Saeed Malekae Ashtiani (IRI)         | 54.96   |       |
| 58        | 5       | 7    | Javier Hernández (HON)               | 55.71   |       |
| 59        | 5       | 4    | Rehan Jehangir Poncha (IND)          | 55.84   |       |
| 60        | 8       | 1    | Vo Thai Nguyen (VIE)                 | 56.07   |       |
| 61        | 4       | 3    | Pedro Miguel Pinotes (ANG)           | 56.33   |       |
| 61        | 6       | 2    | Obaid Al Jasmi (UAE)                 | 56.33   |       |
| 63        | 5       | 1    | Jean Luis Apolinar Gómez Nuñez (DOM) | 56.40   |       |
| 64        | 4       | 4    | Andrew Chetcuti (MLT)                | 56.98   |       |
| 65        | 5       | 6    | Edvin Angjeli (ALB)                  | 57.37   |       |
| 66        | 4       | 1    | Quinton Delie (NAM)                  | 57.48   |       |
| 67        | 5       | 3    | Yellow Yeiyah (NGR)                  | 57.74   |       |
| 68        | 4       | 6    | Kevin Avila (GUA)                    | 57.78   |       |
| 69        | 6       | 7    | Bakheet Al Jasmi (UAE)               | 57.87   |       |
| 70        | 5       | 8    | Sofyan Elgidi (LBA)                  | 58.16   |       |
| 71        | 4       | 7    | Farid Haji-Zada (AZE)                | 58.88   |       |
| 72        | 4       | 2    | Chong Cheok Kuan (MAC)               | 59.18   |       |
| 73        | 4       | 8    | Neil Agius (MLT)                     | 59.34   |       |
| 74        | 3       | 4    | Colin Bensadon (GIB)                 | 1:00.07 |       |
| 75        | 3       | 5    | James Sanderson (GIB)                | 1:00.20 |       |
| 76        | 4       | 5    | Nuno Miguel Rola (ANG)               | 1:00.41 |       |
| 77        | 3       | 3    | Omar Núñez (NCA)                     | 1:00.65 |       |
| 78        | 5       | 2    | Egzon Braho (ALB)                    | 1:01.05 |       |
| 79        | 3       | 1    | Daniel Joshua Runako (LCA)           | 1:01.07 |       |
| 80        | 3       | 8    | Edwin Boit (KEN)                     | 1:01.09 |       |
| 81        | 2       | 5    | Julien Brice (LCA)                   | 1:02.20 |       |
| 82        | 3       | 2    | Mark Thompson (ZAM)                  | 1:02.41 |       |
| 83        | 3       | 6    | Adama Ouedraogo (BUR)                | 1:02.99 |       |
| 84        | 3       | 7    | Anderson Lim Chee Wei (BRU)          | 1:03.17 |       |
| 85        | 2       | 6    | Lim Jyh Jye (BRU)                    | 1:03.54 |       |
| 86        | 2       | 3    | Khalid Abdulla Baba (BRN)            | 1:08.15 |       |
| 87        | 2       | 8    | Giordan Harris (MHL)                 | 1:13.62 |       |
| 88        | 2       | 7    | Mohamed Coulibaly (MLI)              | 1:16.36 |       |
| -         | 1       | 3    | Ralph Benjamin Teiko Quaye (GHA)     | DNS     |       |
| -         | 2       | 4    | Tano Pierre Claver Atta (CIV)        | DNS     |       |
| -         | 7       | 3    | Shaune Fraser (CAY)                  | DNS     |       |
| -         | 10      | 8    | Robert Zbogar (SLO)                  | DNS     |       |

### Semifinal
A semifinal  ocorreu dia 15 de dezembro. Oito competidores se classificaram para a final. 
Semifinal 1
| Colocação | Raia | Nome                   | Tempo | Notas |
| --------- | ---- | ---------------------- | ----- | ----- |
| 1         | 4    | Albert Subirats (VEN)  | 50.51 | Q     |
| 2         | 5    | Masayuki Kishida (JPN) | 50.58 | Q     |
| 3         | 2    | Kaio de Almeida (BRA)  | 50.62 | Q     |
| 4         | 6    | Peter Mankoč (SVN)     | 50.90 | Q     |
| 5         | 7    | Joeri Verlinden (NED)  | 50.91 | Q     |
| 6         | 8    | László Cseh (HUN)      | 51.29 |       |
| 7         | 1    | Ryo Takayasu (JPN)     |       |       |
| 8         | 3    | Geoff Huegill (AUS)    | 51.68 |       |

Semifinal 2
| Colocação | Raia | Nome                      | Tempo | Notas |
| --------- | ---- | ------------------------- | ----- | ----- |
| 1         | 5    | Konrad Czerniak (POL)     | 50.77 | Q     |
| 2         | 6    | Yevgeny Korotyshkin (RUS) | 50.78 | Q     |
| 3         | 4    | Jason Dunford (KEN)       | 50.98 | Q     |
| 4         | 1    | Chris Wright (AUS)        | 51.02 |       |
| 5         | 3    | Tyler McGill (USA)        | 51.15 |       |
| 6         | 2    | Lars Frölander (SWE)      | 51.42 |       |
| 7         | 8    | Tim Phillips (USA)        | 51.50 |       |
| 8         | 7    | Nikita Konovalov (RUS)    | 51.70 |       |

### Final
A final teve sua disputa realizada em 16 de dezembro. 
| Colocação         | Raia | Nome                      | Tempo | Notas |
| ----------------- | ---- | ------------------------- | ----- | ----- |
| Medalha de ouro   | 2    | Yevgeny Korotyshkin (RUS) | 50.23 |       |
| Medalha de prata  | 4    | Albert Subirats (VEN)     | 50.24 |       |
| Medalha de bronze | 3    | Kaio Almeida (BRA)        | 50.33 |       |
| 4                 | 5    | Masayuki Kishida (JPN)    | 50.64 |       |
| 5                 | 6    | Konrad Czerniak (POL)     | 50.75 |       |
| 6                 | 1    | Joeri Verlinden (NED)     | 50.78 |       |
| 7                 | 8    | Jason Dunford (KEN)       | 50.79 |       |
| 8                 | 7    | Peter Mankoc (SLO)        | 50.85 |       |

Legenda
| Recorde mundial       | Recorde mundial (World record)               |                       | Recorde africano                      | Recorde africano (African) |                                           | Q | Classificado por posição (Qualified) |
| Recorde do campeonato | Recorde do campeonato (Championship record)  | Recorde da América    | Recorde da América (Americas)         | q                          | Classificado por melhor tempo (Qualified) |   |                                      |
| Melhor marca do ano   | Melhor marca do ano (World leading)          | Recorde asiático      | Recorde asiático (Asian)              | DNS                        | Não largou (Did not start)                |   |                                      |
| Recorde nacional      | Recorde nacional (National record)           | Recorde europeu       | Recorde europeu (European)            | DNF                        | Não terminou (Did not finish)             |   |                                      |
| Recorde pessoal       | Recorde pessoal do atleta (Personal best)    | Recorde da Oceania    | Recorde da Oceania (Oceania)          | DSQ / DQ                   | Desclassificado (Disqualified)            |   |                                      |
| Recorde da temporada  | Recorde da temporada do atleta (Season best) | Recorde sul-americano | Recorde sul-americano (South America) | NM                         | Sem marca (No mark)                       |   |                                      |